# Saddle Brook
Saddle Brook ist ein Township im Bergen County des Bundesstaats New Jersey in den USA. Das U.S. Census Bureau hat bei der Volkszählung 2020 eine Einwohnerzahl von 14.294 ermittelt.

## Geographie
Nach den Angaben des United States Census Bureaus hat die Stadt eine Gesamtfläche von 7,1 km².

## Demographie
Nach der Volkszählung von 2000 gibt es 13.155 Menschen, 5.062 Haushalte und 3.578 Familien in der Stadt. Die Bevölkerungsdichte beträgt 1.867,3 Einwohner pro km2. 90,73 % der Bevölkerung sind Weiße, 1,39 % Afroamerikaner, 0,04 % amerikanische Ureinwohner, 4,74 % Asiaten, 0,00 % pazifische Insulaner, 1,70 % anderer Herkunft und 1,41 % Mischlinge. 6,27 % sind Latinos unterschiedlicher Abstammung.
Von den 5.062 Haushalten haben 27,7 % Kinder unter 18 Jahre. 57,6 % davon sind verheiratete, zusammenlebende Paare, 9,6 % sind alleinerziehende Mütter, 29,3 % sind keine Familien, 25,0 % bestehen aus Singlehaushalten und in 10,8 % Menschen sind älter als 65. Die Durchschnittshaushaltsgröße beträgt 2,58, die Durchschnittsfamiliengröße 3,11.
20,2 % der Bevölkerung sind unter 18 Jahre alt, 6,7 % zwischen 18 und 24, 31,5 % zwischen 25 und 44, 23,6 % zwischen 45 und 64, 18,0 % älter als 65. Das Durchschnittsalter beträgt 40 Jahre. Das Verhältnis Frauen zu Männer beträgt 100:89,4, für Menschen älter als 18 Jahre beträgt das Verhältnis 100:87,1.
Das jährliche Durchschnittseinkommen der Haushalte beträgt 63.545 USD, das Durchschnittseinkommen der Familien 73.205 USD. Männer haben ein Durchschnittseinkommen von 49.834 USD, Frauen 34.542 USD. Der Prokopfeinkommen der Stadt beträgt 27.561 USD. 3,3 % der Bevölkerung und 1,4 % der Familien leben unterhalb der Armutsgrenze, davon sind 2,8 % Kinder oder Jugendliche jünger als 18 Jahre und 5,6 % der Menschen sind älter als 65.

## Persönlichkeiten

### Söhne und Töchter der Stadt
- Theresa Diane Riedl (* 9. Juli 1965), Rennrodlerin